# Maddalena-passet
Maddalenapasset (på italiensk: Colle della Maddalena, på fransk: Col de Larche, oprindeligt: Col de l'Argentière) er et bjergpas (1.996 m.o.h.) mellem De cottiske Alper og De maritime Alper, på grænsen mellem Italien og Frankrig. Passet forbinder Barcelonnette i Frankrig med Cuneo i Italien.
Det franske navn Col de Larche refererer til landsbyen Larche, som ligger på den nordvestlige side af passet.
Maddalena må ikke forveksles med Col de la Madeleine i Tarentaise-dalen.

## Betydning
Under det oprindelige navn, Col de l'Argentière, har passet på et tidspunkt knyttet Lyon i Frankrig til Italien, idet Col de l'Argentière var i Huset Savoys besiddelse fra 1388 til 1713 og dermed var den nemmeste vej mellem Piemonte og den fjerntliggende dal Barcelonnette, som kom i Savoys besiddelse i 1388. Amadeus 6. af Savoy købte området for 60.000 ecus, da det havde både strategisk og kommerciel betydning for Savoy.
Få hundrede meter fra passet, på den Italienske side, ligger Lago della Maddalena, som føder floden Stura di Demonte, der er en vigtig biflod til Tanaro.